# محل الرويد (الحديدة)

تعديل مصدري - تعديل

محل الرويد هي إحدى قرى مديرية السخنة، التابعة لمحافظة الحديدة اليمنية، بلغ تعداد سكانها 1281 نسمة حسب الإحصاء الذي أجري عام 2004.